# Nom de la Tchéquie
 (avril 2020).

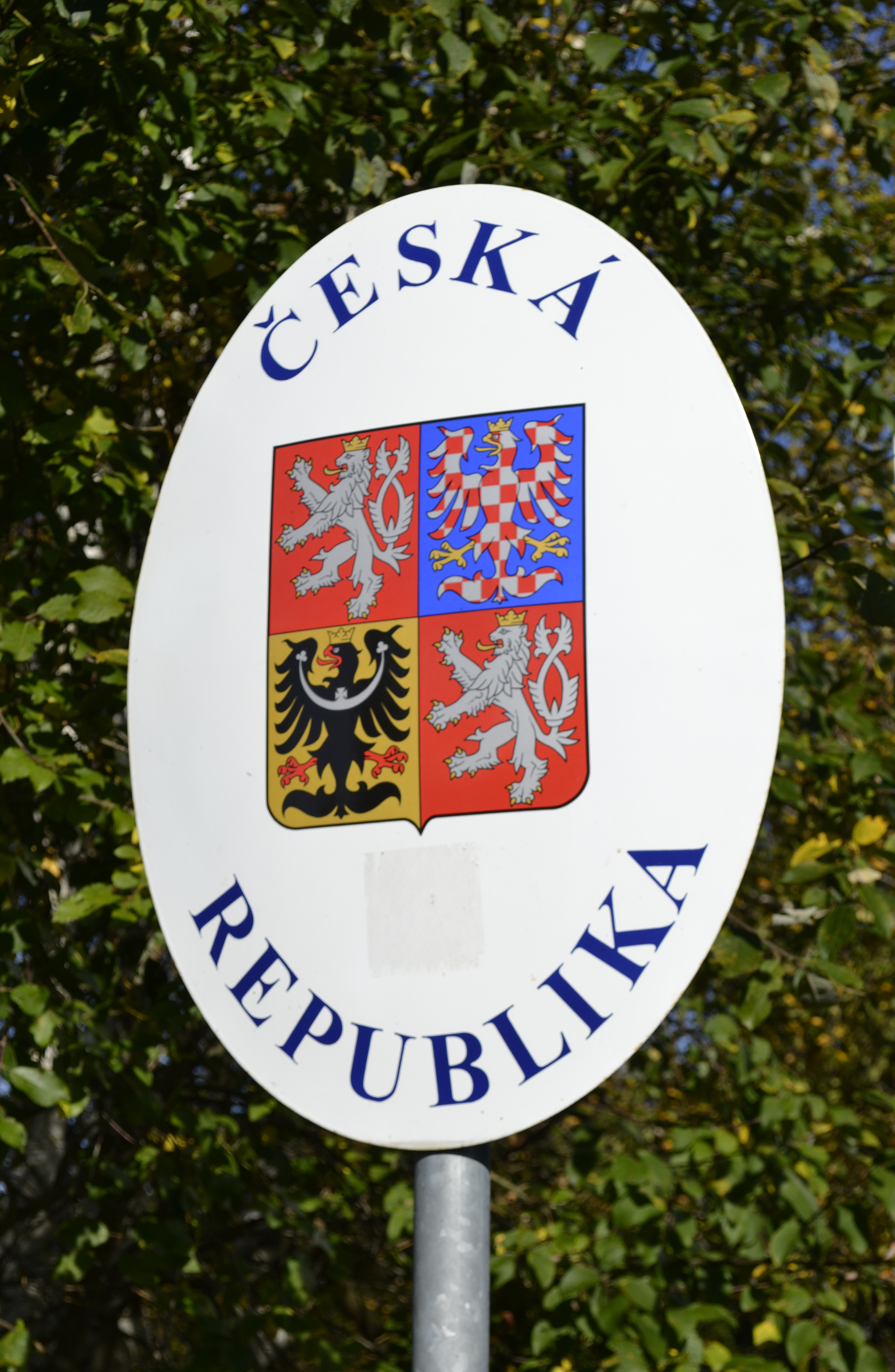
Panneau frontalier de la Tchéquie.

Le terme République tchèque est l’appellation officielle en français et la traduction des termes Česká republika de la Constitution de l’État du même nom. « Tchéquie » constitue l’appellation abrégée de celui-ci et en est le nom officiel dans la plupart des organisations internationales dont il est membre (OIT, ONU, Conseil de l'Europe, etc.).

## Historique
Le terme « Tchéquie » traduit le tchèque Česko apparu pour la première fois en 1777, réapparu lors de la création de la Tchécoslovaquie en 1918, puis en 1978, à la suite de la fédéralisation du pays.
Le mot français Tchéquie est documenté dès 1843, puis dès 1851, ou dès 1852.
Le mot Tchéquie est toujours utilisé comme synonyme de Bohême, ce qui est parfois explicitement souligné : en Bohême (ou Tchéquie), de la Tchéquie (Bohême) et Dans le royaume de Bohême (Tchéquie).
La Tchéquie était aussi le nom abrégé de la partie tchèque de la première république tchécoslovaque, occupée par les nazis entre 1938 et 1945, amputée de la région des Sudètes, et appelée « protectorat de Bohême-Moravie » : il s’agit de la traduction de l’allemand Tschechei. L’Allemagne contemporaine a évité de donner au pays le même nom court et l’appelle désormais Tschechien. Pour désigner le territoire de l’actuelle République tchèque, indépendamment du régime politique en place, c’est cependant le terme de « Pays tchèques » (české země) qui a été le plus utilisé après 1945, jusqu’à la diffusion du terme Česko depuis la fin des années 1990.
Il existe une subtilité géolinguistique propre à la Tchéquie. En effet, les Moraves, citoyens de la République tchèque, refusent de dire qu’ils sont des « Tchèques » au sens géographique (Čech en tchèque) car pour eux ce terme désigne un habitant de la Bohême (Čechy en tchèque), mais se définissent comme « tchèques » au sens ethnique (český en tchèque) quand ils se définissent par rapport aux autres communautés linguistiques, allemandes, polonaises, slovaques ou autres. Les termes de české země (« pays tchèques ») ou de Česko (« Tchéquie ») sont là pour définir le nom du pays dont le cœur historique sont les Čechy (la Bohême) et qui inclut aussi la Morava (la Moravie).
L’Institut de la langue tchèque n’a ni imposé ni réfuté le mot Česko : il lui consacre un long chapitre didactique et explicatif sur son site. Il est, en revanche, prôné par l’Institut géodésique et cadastral tchèque (cs) (Český úřad zeměměřický a katastrální) en 1993 comme étant le « toponyme correct » du pays. Le ministère des Affaires étrangères lui emboîte alors le pas et recommande cette variante sur son site. La presse tchèque et les médias en général utilisent de plus en plus fréquemment le mot Česko (Tchéquie), gardant le terme Česká republika (République tchèque) pour les seules occasions officielles.
La Commission de toponymie de l’Organisation des Nations unies, tout en reconnaissant l’existence de la forme courte en tchèque, n’indique que la forme République tchèque pour désigner le pays en français. Pour la République tchèque, la promotion d’une traduction directe du terme Česko a été au mieux négligée, sinon volontairement ignorée du fait d’un manque de consensus interne.
Pour sa part l’arrêté français du 4 novembre 1993 relatif à la terminologie des noms d'États et de capitales (arrêté Juppé-Bayrou) ne mentionne aucune forme courte correspondant à République tchèque dans sa liste annexe.
Malgré les divergences à ce sujet, les dirigeants du pays prennent le 14 avril 2016 la décision d’adopter officiellement la forme courte « Tchéquie » en plus de la forme longue « République tchèque ». Ils estiment que cette dénomination sera plus pratique pour l’identification du pays à l’étranger. Le nom abrégé a été enregistré auprès de l’Organisation des Nations unies. À partir d’octobre 2018, la liste des pays de l’UE indique « Tchéquie » au lieu de « République tchèque ». Eurostat aussi a remplacé « République tchèque » par « Tchéquie » dans toutes ses bases de données en octobre 2018.
La désignation de la République tchèque comme « Tchécomoravie » (Českomoravsko en tchèque) apparait également, notamment à partir de 2016, en parallèle des efforts de promotion de la désignation Tchéquie. Jaroslav Krábek — président de l’association civique Communauté nationale morave — a demandé, dans une lettre ouverte datée du 31 décembre 2022, l’utilisation du nom de « Tchécomoravie » pour désigner l’espace tchéco-moravo-silésien. Cette appellation serait justifiée par le fait que les termes Čechy (« Bohême ») et sa variante Česko (« Tchéquie ») ont tous deux la même racine. Par conséquent, l’utilisation du nom propre Tchéquie pour l’ensemble du pays reviendrait à mettre en avant la seule Bohême au détriment de la Moravie. Jaroslav Krábek conclut que seule l’appellation de « Tchécomoravie » (et de « tchécomorave ») traduit fidèlement la composition géographique du pays.
Enfin, le mot Čechie, parfois utilisé poétiquement comme allégorie de la nation, pourrait être rendu par « Tchéquissime », comme dans le cas du club pragois de football Čechie de Karlín.

## Nom du pays dans d’autres langues
Bien qu’en latin, les Pays tchèques (trois régions historiques de Bohême (Čechy), Moravie (Morava) et Silésie (Slezsko) étaient désignées par le nom collectif de Bohemia, basé sur le fait qu’elles faisaient ensemble partie de la Corona regni Bohemiae (Couronne de Bohême), dans la première moitié du XVIe siècle, la Bohême (proprement dite) était désignée sous le nom de Czechia, dont la première trace historique se trouve dans la Chronique de la Bohême (Kronyka Czeska) de Václav Hájek z Libočan en 1541. (Václav Hájek n’a pas utilisé le terme dans le texte latin, mais dans le texte tchèque ; il a remplacé la lettre actuelle Č par le préfixe Cž, alors existant, c’est-à-dire Cžechya.
Dans la seconde moitié du XVIe siècle, le nom Czechia a commencé à être couramment utilisé en latin et, en 1598, Czechia figure dans le dictionnaire bohémien (tchèque)-latin-grec-allemand publié par Daniel Adam z Veleslavína.
En outre, la désignation Czechia est mentionnée, par exemple, par Pavel Stránský ze Záp dans son ouvrage Respublica Bojema de 1634, qui la mentionne déjà dans son premier chapitre De situ qualitatibusque Bojemiae : Europaei orbis ea regio, quam (quemadmodum Chorographis placet) inter longitudinis gradum trigesimum quartum et quintum aliquanto ultra trigesimum octavum, et inter latitudinis gradum quadragesimum octavum et nonum ad quinquagesimum primum, gens mea colit, usitato jam nomine Bojemia, seu Bohemia, et Boemia, itemque Czechia vocatur. Dans la traduction d’Emanuel Tonner, 1893 : Sur l’emplacement et la nature du pays de Bohême : « Dans ce pays d’Europe, cette partie du monde que les géographes inscrivent dans la longitude comprise entre le trente-quatrième et le cinquième degré jusqu'au trente-huitième, et dans la latitude comprise entre le quarante-huitième et le neuvième degré jusqu'au cinquante et unième, les Bohémiens (Čechové c’est-à-dire le peuple tchèque) habitent la Bohême (Čechy c'est-à-dire Czechia), le comté de Glatz qui a appartenu à la Bohême jusqu’en 1742 et, plus à l’est, le margraviat de Moravie ».
L’équivalent officiel du mot Česko en anglais est Czechia. Le mot anglais Czechia est documenté dès 1841 (Poselkynie starych Przjbiehuw Czeskych - Messenger of the old Fates of Czechia), puis dès 1856, ou dès 1866. Le mot Czechia est utilisé comme synonyme de celui de la Bohême.
D’autres constructions, comme The Czechlands (suivant l’exemple de The Netherlands), Czechland (suivant l'exemple de Finland), ou éventuellement la forme grammaticalement incorrecte Czecho (en lien avec Czechoslovakia) ont été proposées comme une courte désignation de la République tchèque.
Le nom Czechia a été enregistré à l’ONU en 2016 et fait partie de la liste officielle des pays de l'UE.
Le polonais utilise traditionnellement le mot Czechy pour désigner à la fois la Bohême en tant que pays historique et l’État tchèque. De la même façon, le hongrois Csehország, le croate, slovène et serbe Češka (Чешка) ou le russe Чехия ont une double signification.
Les noms courts en slovaque Česko, allemand Tschechien, espagnol Chequia, italien Cechia, roumain Cehia, finnois Tšekki, danois Tjekkiet, norvégien Tsjekkia, suédois Tjeckien, néerlandais Tsjechië, hébreu צ'כיה, arabe تشيكيا ou chinois 捷克 ont été adoptés et ils sont couramment utilisés. D’autres pays, surtout non européens, utilisent cependant l’appellation longue « République tchèque ».